# Eloisa Mafalda
Eloisa Mafalda, pseudonimo di Mafalda Theotto (Jundiaí, 18 settembre 1924 – Petrópolis, 16 maggio 2018), è stata un'attrice brasiliana  di origine italiana.

## Biografia
Da ragazza fu una nuotatrice di buon livello. Figlia di genitori separati, era sorella di Oliveira Neto, apprezzato uomo di spettacolo. Prima di intraprendere la strada della recitazione lavorò per qualche tempo come modista.
Eloisa Mafalda dimostrò il suo talento di attrice sia nel cinema sia soprattutto nelle telenovelas, molte delle quali di produzione Rede Globo. Quasi sempre scelta per caratterizzazioni secondarie ma incisive, la si ricorda in Agua Viva (nel ruolo di Irene), Brillante (nel ruolo della megalomane Edith) e Roque Santeiro (nella parte di Dona Pombinha Ape).
Attiva artisticamente fino a 78 anni, fu costretta a smettere essendole stata diagnosticata la malattia di Alzheimer, tuttavia nel 2010, ottantaseienne, apparve in un cortometraggio diretto da Giancarlo Di Tommaso, Obrigada, e nel 2012 rilasciò un'intervista durante la quale dimostrò di possedere ancora una discreta lucidità  .
Morì il 16 maggio 2018, all'età di 93 anni, nella sua casa di Petrópolis. 

## Vita privata
Dal suo unico matrimonio, durato in tutto tre anni, con Miguel Teixeira, nacquero due figli, un maschio e una femmina.

## Filmografia parziale

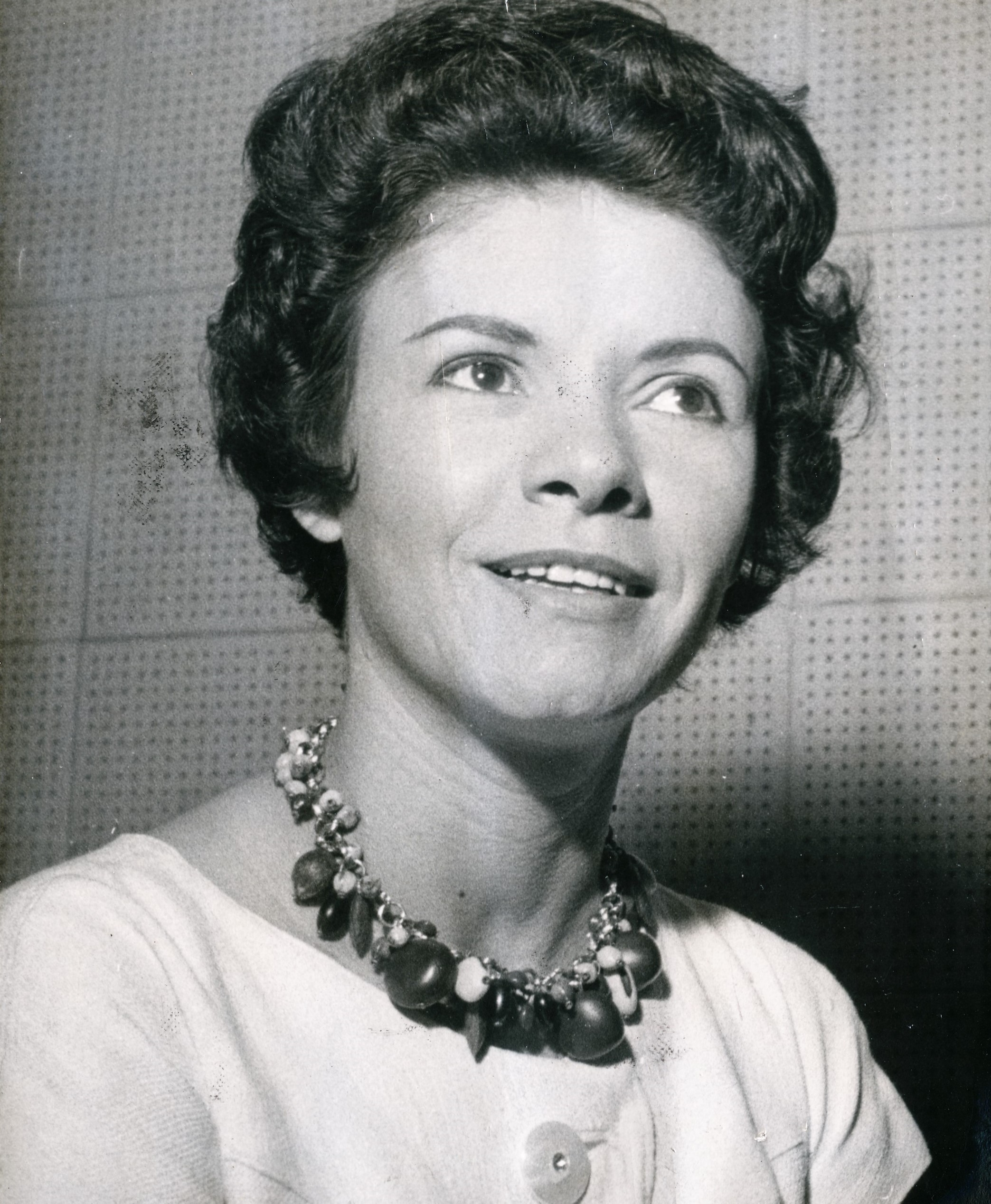
Eloisa Mafalda nel 1960

### Cinema
- Somos Dois, regia di Milton Rodrigues (1950)
- O Mau-Caráter, regia di Jece Valadão (1974)
- O Homem dos Quatro Chifres, episodio di Os Mansos, regia di Braz Chediak (1976)
- Ibrahim do Subúrbio, episodio di O Ibraim do Subúrbio, regia di Cecil Thiré (1976)
- Beijo 2348/72, regia di Walter Rogério (1990)
- Simão o Fantasma Trapalhão, regia di Paulo Aragão (1998)
- Obrigada!, cortometraggio, regia di Giancarlo Di Tommaso (2010)

### Televisione
- Teledrama - serie TV, 18 episodi (1956-1960)
- A Loja de Antigüidades - serie TV, 1 episodio (1963)
- O Ébrio - serie TV, 1 episodio (1965)
- A Cabana do Pai Tomás - serie TV, 1 episodio (1969)
- A Grande Mentira - serie TV (1969)
- Pigmalião 70 - serie TV, 1 episodio (1970)
- A Próxima Atração - serie TV, 1 episodio (1970)
- O Cafona - serie TV (1971)
- Caso Especial - serie TV, 1 episodio (1971)
- Bandeira 2 - serie TV, 1 episodio (1971)
- Meu Primeiro Baile - film TV (1972)
- O Bofe - serie TV (1972)
- A Grande Família - serie TV (1973)
- Gabriela - telenovela (1975)
- O Grito - serie TV, 1 episodio (1975)
- Saramandaia - serie TV, 13 episodi (1976)
- Locomotivas - serie TV, 1 episodio (1977)
- Magia (O Astro) - serie TV, 1 episodio (1977)
- Pecado Rasgado - serie TV, 1 episodio (1978)
- Agua Viva (Água Viva) - serie TV (1980)
- Piume e paillettes (Plumas & Paetês) - serie TV, 1 episodio (1980)
- Brillante (Brilhante) - serie TV (1981)
- Paraíso - serie TV (1982)
- Champagne - serie TV (1983)
- Corpo a corpo - serie TV, 1 episodio (1984)
- Il vento e il tempo (O Tempo e o Vento) - miniserie TV (1985)
- Roque Santeiro - serie TV (1985)
- Negro Léo - film TV (1986)
- Hipertensão - serie TV (1986)
- O Sexo dos Anjos - serie TV (1989)
- Delegacia de Mulheres - serie TV (1990)
- Araponga - serie TV (1990)
- A, E, I, O... Urca - miniserie TV, 13 episodi (1990)
- Pedra Sobre Pedra - serie TV (1992)
- Donne di sabbia (Mulheres de Areia) - serie TV, 1 episodio (1993)
- A Madona de Cedro - miniserie TV, 8 episodi (1994)
- Quem É Você? - serie TV, 1 episodio (1996)
- A Vida Como Ela É... - serie TV, 1 episodio (1996)
- Caça Talentos - serie TV (1996)
- Soltanto per amore (Por Amor) - serie TV (1997)
- Meu Bem-Querer - serie TV (1998)
- Labirinto - miniserie TV (1998)
- Você Decide - serie TV, 7 episodi (1995-1999)
- Vento di passione (Aquarela do Brasil) - miniserie TV, 4 episodi (2000)
- Porto dos Milagres - serie TV, non accreditato (2001)
- O clone - serie TV, 1 episodio (2001)
- O Beijo do Vampiro - serie TV, 1 episodio (2002)
- Brava Gente - serie TV, 4 episodi (2001-2002)
- Xuxa no Mundo da Imaginação - serie TV, 1 episodio (2003)